# 玛丽亚·赫斯波
玛丽亚·赫斯波（丹麥語：Maria Helsbøl，1989年9月17日—），丹麥女子羽毛球運動員。

## 簡歷
2011年，玛丽亚·赫斯波分別與安妮·斯基尔贝克和拉斯马斯·邦德合作，贏得丹麥國際賽的女雙和混雙亞軍。

## 主要比賽成績
只列出曾進入準決賽的國際賽事成績：
| 年份   | 賽事                       | 公開賽級別 | 項目     | 拍檔                 | 成績   |
| ------ | -------------------------- | ---------- | -------- | -------------------- | ------ |
| 2008年 | 希臘羽毛球國際賽           | 國際系列賽 | 女子雙打 | 安妮·斯基爾貝克      | 冠軍   |
| 2008年 | 希臘羽毛球國際賽           | 國際系列賽 | 混合雙打 | Peter Mork           | 亞軍   |
| 2009年 | 捷克羽毛球國際賽           | 國際挑戰賽 | 女子雙打 | 安妮·斯基尔贝克      | 冠軍   |
| 2009年 | 保加利亞羽毛球國際賽       | 國際挑戰賽 | 女子雙打 | 安妮·斯基尔贝克      | 準決賽 |
| 2009年 | 挪威羽毛球國際賽           | 國際挑戰賽 | 女子雙打 | 安妮·斯基尔贝克      | 準決賽 |
| 2009年 | 愛爾蘭羽毛球國際賽         | 國際挑戰賽 | 女子雙打 | 安妮·斯基尔贝克      | 亞軍   |
| 2010年 | 荷蘭羽毛球國際賽           | 國際挑戰賽 | 女子雙打 | 安妮·斯基尔贝克      | 亞軍   |
| 2010年 | 碧特博格羽毛球黃金大獎賽   | 黃金大獎賽 | 女子雙打 | 安妮·斯基尔贝克      | 準決賽 |
| 2010年 | 捷克羽毛球國際賽           | 國際挑戰賽 | 女子雙打 | 安妮·斯基尔贝克      | 亞軍   |
| 2010年 | 愛爾蘭羽毛球國際賽         | 國際系列賽 | 女子雙打 | 安妮·斯基尔贝克      | 冠軍   |
| 2011年 | 瑞典斯德哥爾摩羽毛球國際賽 | 國際挑戰賽 | 女子雙打 | 安妮·斯基尔贝克      | 準決賽 |
| 2011年 | 丹麥羽毛球國際賽           | 國際挑戰賽 | 女子雙打 | 安妮·斯基尔贝克      | 亞軍   |
| 2011年 | 丹麥羽毛球國際賽           | 國際挑戰賽 | 混合雙打 | 拉斯马斯·邦德        | 亞軍   |
| 2011年 | 挪威羽毛球國際賽           | 國際挑戰賽 | 混合雙打 | 拉斯马斯·邦德        | 亞軍   |
| 2011年 | 愛爾蘭羽毛球國際賽         | 國際系列賽 | 混合雙打 | 拉斯马斯·邦德        | 準決賽 |
| 2012年 | 丹麥羽毛球國際賽           | 國際挑戰賽 | 混合雙打 | 拉斯马斯·邦德        | 準決賽 |
| 2012年 | 挪威羽毛球國際賽           | 國際挑戰賽 | 女子雙打 | 萨拉·蒂格森          | 準決賽 |
| 2013年 | 芬蘭羽毛球公開賽           | 國際挑戰賽 | 女子雙打 | 莉娜·格雷巴克        | 亞軍   |
| 2013年 | 芬蘭羽毛球公開賽           | 國際挑戰賽 | 混合雙打 | 金·阿斯特鲁普·索伦森 | 準決賽 |
| 2013年 | 葡萄牙羽毛球國際賽         | 國際系列賽 | 女子雙打 | 莉娜·格雷巴克        | 冠軍   |
| 2013年 | 丹麥羽毛球國際賽           | 國際挑戰賽 | 混合雙打 | 金·阿斯特鲁普·索伦森 | 亞軍   |
| 2013年 | 哈爾科夫羽毛球國際賽       | 國際挑戰賽 | 女子雙打 | 莉娜·格雷巴克        | 亞軍   |
| 2013年 | 哈爾科夫羽毛球國際賽       | 國際挑戰賽 | 混合雙打 | 金·阿斯特鲁普·索伦森 | 亞軍   |
| 2013年 | 意大利羽毛球國際賽         | 國際挑戰賽 | 女子雙打 | 莉娜·格雷巴克        | 準決賽 |
| 2014年 | 瑞典羽毛球大師賽           | 國際挑戰賽 | 女子雙打 | 莉娜·格雷巴克        | 準決賽 |
| 2014年 | 歐洲女子羽毛球團體錦標賽   | 其他       | 女子團體 | －                   | 冠軍   |
| 2015年 | 冰島羽毛球國際賽           | 國際系列賽 | 女子雙打 | 莉娜·格雷巴克        | 冠軍   |
| 2015年 | 奧爾良羽毛球國際挑戰賽     | 國際挑戰賽 | 女子雙打 | 莉娜·格雷巴克        | 準決賽 |
| 2015年 | 奧爾良羽毛球國際挑戰賽     | 國際挑戰賽 | 混合雙打 | 马修·诺丁汉          | 準決賽 |
| 2015年 | 芬蘭羽毛球公開賽           | 國際挑戰賽 | 女子雙打 | 莉娜·格雷巴克        | 準決賽 |
| 2015年 | 歐洲運動會羽毛球比賽       | 其他       | 女子雙打 | 莉娜·格雷巴克        | 銅牌   |

| 2007-2017年 | 首要超級賽 | 超級賽 | 黃金大獎賽 | 大獎賽 | 國際挑戰賽 | 國際系列賽 | 未來系列賽 | 其他 |